# Peltigera canina
Peltigère des chiens
Espèce
Peltigera canina, la Peltigère des chiens, est une espèce de lichens de la famille des Peltigeraceae, largement répandue en endroits variés.

## Description
Thalle foliacé à grandes « feuilles » lobées peu adhérentes au substrat. La face supérieure est vert gris, la face inférieure comporte de nombreux rhizoïdes.

## Usages traditionnels
Selon la théorie des signatures, cette peltigère était utilisée contre la rage, en référence à ses apothécies dressées évoquant des dents de chien. Le médecin britannique Richard Mead recommande de la sécher, de la réduire en poudre et de la mélanger avec du poivre dans du lait ou dans un bouillon. Il insère ce traitement médicinal dans la Pharmacopeia londinensis de 1721. Ce remède est également prôné par le médecin et naturaliste Hans Sloane dans un opuscule publié en 1745. Toujours en vertu de la théorie des signatures, ce lichen était utilisé contre la jaunisse en Inde et en Chine, en raison de sa couleur.